# 니와 나가타카

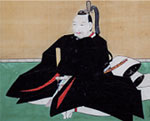

니와 나가타카(일본어: 丹羽長貴, 1751년 6월 11일 ~ 1796년 5월 4일)는 일본 에도 시대의 다이묘로, 니혼마쓰번의 7대 번주이다. 이름은 나가요시라고도 불리며, 어릴적 이름은 미야마쓰마루(宮松丸)이다. 관위는 종4위하, 사쿄노다이부(左京大夫)이다.
선대 번주 니와 다카쓰네의 맏아들로 태어났다. 아버지가 1766년 사망하자 번주 자리를 계승하였다. 1767년, 니혼마쓰 성의 조카마치에 대화재가 발생하였고, 이후 장마와 냉해, 한발 등이 이어져 흉작과 기근이 찾아와 아사자가 속출하였다. 가로 나리타 요리야스를 기용하여 번 정치를 개혁하고, 영내 주민들의 인구 증가를 꾀하여 갓난아기에게 쌀과 의복을 지급하고 낙태와 아이 버리기를 막는 '적자생육법', 유아와 90세 이상 노인에게 의복을 제공하는 '생육양로법' 등을 시행하였다. 1792년의 고슈 강(甲州川) 준설 작업 협조, 1794년의 에도 번저 소실 등으로 재정적 압박이 더 심해지는 와중에 1796년 에도의 임시 번저에서 46세의 사망하였다. 장남 나가아키가 뒤를 이었다.